# 井手麟六
井手 麟六（いで りんろく、1857年1月9日（安政3年12月14日）- 1939年（昭和14年）4月27日）は、日本の海軍軍人、最終階級は海軍少将。

## 略歴
- 明治14年（1881年）9月、海軍兵学校を卒業。（第8期）
- 明治33年（1900年）5月20日、海軍中佐。スループ「武蔵」艦長。
- 明治34年（1901年）2月4日、水雷母艦「豊橋」艦長。
- 明治35年（1902年）
  - 5月24日、海軍大佐。
  - 10月6日、防護巡洋艦「橋立」艦長。
- 明治36年（1903年）9月11日、防護巡洋艦「笠置」艦長。
- 明治38年（1905年）
  - 1月7日、佐世保海兵団長。
  - 8月5日、装甲巡洋艦「吾妻」艦長。
- 明治39年（1906年）
  - 8月30日、戦艦「三笠」艦長。
  - 11月22日、戦艦「香取」艦長。
- 明治41年（1908年）
  - 5月15日、横須賀港務部長。
  - 12月10日、佐世保予備艦隊司令官。
- 明治43年（1911年）12月1日、待命。

## 栄典
位階
- 1885年（明治18年）9月16日 - 正八位[1]
- 1890年（明治23年）1月17日 - 従七位[2]
- 1891年（明治24年）12月16日 - 正七位[3]
- 1896年（明治29年）12月21日 - 従六位[4]
- 1898年（明治31年）3月8日 - 正六位[5]
- 1902年（明治35年）10月20日 - 従五位[6]
- 1907年（明治40年）12月27日 - 正五位[7]
- 1912年（大正元年）12月28日 - 従四位[8]

勲章等
- 1894年（明治27年）11月24日 - 勲六等瑞宝章[9]
- 1895年（明治28年）11月18日 - 勲五等双光旭日章[10]・明治二十七八年従軍記章[11]
- 1901年（明治34年）11月30日 - 勲四等瑞宝章[12]
- 1902年（明治35年）5月10日 - 明治三十三年従軍記章[13]
- 1905年（明治38年）5月30日 - 勲三等瑞宝章[14]
- 1906年（明治39年）4月1日 - 功四級金鵄勲章・旭日中綬章・明治三十七八年従軍記章[15]
- 1909年（明治42年）4月18日 - 皇太子渡韓記念章[16]